# Пауэрс, Кид Конго
Кид Конго Пауэрс (сценическое имя, англ. Kid Congo Powers, также просто Кид Конго; настоящее имя Брайан Тристан, англ. Brian Tristan) (род. 27 марта 1959) — американский гитарист и певец, бывший участник групп The Cramps, The Gun Club, Nick Cave and the Bad Seeds, лидер собственного коллектива Kid Congo and the Pink Monkey Birds.

## Биография
Кид Конго Пауэрс родился в 1959 году в Ла-Пуэнте, штат Калифорния, он американец мексиканского происхождения во втором поколении. В 1979 году в Лос-Анджелесе он встретил Джеффри Ли Пирса, который научил Кида Конго играть на гитаре и основал с ним группу The Creeping Ritual, которая вскоре стала известна как The Gun Club. Тем не менее, Пауэрс ушёл из The Gun Club до записи группой дебютного альбома и присоединился к Люксу Интериору и Пойзон Айви в группе The Cramps, с которой он записал два альбома. С 1983 по 1988 год музыкант несколько раз возвращался в The Gun Club и участвовал в записи трёх альбомов группы. В 1988 году Кид Конго присоединился к Nick Cave and the Bad Seeds в Берлине, приняв участие в ряде концертов, записи двух альбомов, а также эпизодическом появлении в фильме Вима Вендерса «Небо над Берлином».
Пауэрс также кратковременно играл в группах The Divine Horsemen, The Angels of Light, Die Haut, The Fall, Congo Norvell и Knoxville Girls. В 2001 году музыкант основал собственную группу Kid Congo and the Pink Monkey Birds, к настоящему времени выпустившую четыре альбома. Наиболее успешным среди них был признан Dracula Boots, сочетающий в себе элементы чикано рока, соула и психоделики.

## Дискография
The Cramps
- 1981 — Psychedelic Jungle
- 1984 — Smell of Female

The Gun Club
- 1984 — The Las Vegas Story
- 1987 — Mother Juno
- 1990 — Pastoral Hide and Seek

Nick Cave and the Bad Seeds
- 1988 — Tender Prey
- 1990 — The Good Son

Kid Congo and the Pink Monkey Birds
- 2005 — Solo Cholo
- 2006 — Philosophy and Underwear
- 2009 — Dracula Boots
- 2011 — Gorilla Rose